# Championnats de Belgique d'athlétisme en salle
Pour les articles homonymes, voir Championnat de Belgique.
Les Championnats de Belgique d'athlétisme en salle sont des championnats nationaux en salle en toutes catégories pour seniors. Ils sont organisés par la Ligue royale belge d'athlétisme.
Les athlètes élites concourent chaque année aux championnats de Belgique pour obtenir un titre national dans différentes catégories. Toutes les démonstrations de course ou de technique s'effectuant sur une piste d'athlétisme pour lesquelles un titre national est en jeu sont produites à l'occasion de ces championnats. Les championnats de Belgique de relais et d'épreuves combinées sont organisés séparément.

## Éditions
| Année | Date        | Lieu                                         | Résultats      |
| ----- | ----------- | -------------------------------------------- | -------------- |
| 1989  | 29 janvier  | Hall omnisports du Pas-de-Calais, Liévin     | Résultats (nl) |
| 1990  | 11 février  | Flanders Sports Arena (en), Gand             | Résultats (nl) |
| 1991  | 24 février  | Flanders Sports Arena (en), Gand             | Résultats (nl) |
| 1992  | 16 février  | Flanders Sports Arena (en), Gand             | Résultats (nl) |
| 1993  | 7 février   | Flanders Sports Arena (en), Gand             | Résultats (nl) |
| 1994  | 6 février   | Flanders Sports Arena (en), Gand             | Résultats (nl) |
| 1995  | 5 février   | Flanders Sports Arena (en), Gand             | Résultats (nl) |
| 1996  | 4 février   | Flanders Sports Arena (en), Gand             | Résultats (nl) |
| 1997  | 9 février   | Flanders Sports Arena (en), Gand             | Résultats (nl) |
| 1998  | 1er février | Flanders Sports Arena (en), Gand             | Résultats (nl) |
| 1999  | 14 février  | Arena, Liévin                                | Résultats (nl) |
| 2000  | 6 février   | Arena, Liévin                                | Résultats (nl) |
| 2001  | 18 février  | Topsporthal Vlaanderen (nl), Gand            | Résultats (nl) |
| 2002  | 17 février  | Topsporthal Vlaanderen (nl), Gand            | Résultats (nl) |
| 2003  | 16 février  | Topsporthal Vlaanderen (nl), Gand            | Résultats (nl) |
| 2004  | 22 février  | Topsporthal Vlaanderen (nl), Gand            | Résultats (nl) |
| 2005  | 20 février  | Topsporthal Vlaanderen (nl), Gand            | Résultats (nl) |
| 2006  | 19 février  | Topsporthal Vlaanderen (nl), Gand            | Résultats (nl) |
| 2007  | 18 février  | Topsporthal Vlaanderen (nl), Gand            | Résultats (nl) |
| 2008  | 17 février  | Topsporthal Vlaanderen (nl), Gand            | Résultats (nl) |
| 2009  | 22 février  | Topsporthal Vlaanderen (nl), Gand            | Résultats (nl) |
| 2010  | 21 février  | Topsporthal Vlaanderen (nl), Gand            | Résultats (nl) |
| 2011  | 20 février  | Topsporthal Vlaanderen (nl), Gand            | Résultats (nl) |
| 2012  | 26 février  | Topsporthal Vlaanderen (nl), Gand            | Résultats (nl) |
| 2013  | 17 février  | Topsporthal Vlaanderen (nl), Gand            | Résultats (nl) |
| 2014  | 15 février  | Topsporthal Vlaanderen (nl), Gand            | Résultats (nl) |
| 2015  | 21 février  | Topsporthal Vlaanderen (nl), Gand            | Résultats (nl) |
| 2016  | 20 février  | Topsporthal Vlaanderen (nl), Gand            | Résultats      |
| 2017  | 18 février  | Topsporthal Vlaanderen (nl), Gand            | Résultats      |
| 2018  | 17 février  | Topsporthal Vlaanderen (nl), Gand            | Résultats      |
| 2019  | 17 février  | Topsporthal Vlaanderen (nl), Gand            | Résultats      |
| 2020  | 16 février  | Topsporthal Vlaanderen (nl), Gand            | Résultats      |
| 2021  | 20 février  | Complexe sportif de Blocry, Louvain-la-Neuve | Résultats      |
| 2022  | 26 février  | Complexe sportif de Blocry, Louvain-la-Neuve | Résultats      |
| 2023  | 19 février  | Topsporthal Vlaanderen (nl), Gand            | Résultats      |
| 2024  | 18 février  | Complexe sportif du Blocry, Louvain-la-Neuve | Résultats      |
| 2025  | 23 février  | Topsporthal Vlaanderen (nl), Gand            | Résultats      |